# Västra Långtjärnen (Arvidsjaurs socken, Lappland)
Västra Långtjärnen är en sjö i Arvidsjaurs kommun i Lappland och ingår i Skellefteälvens huvudavrinningsområde. Sjön har en area på 0,137 kvadratkilometer och ligger 435,2 meter över havet.

## Delavrinningsområde
Västra Långtjärnen ingår i det delavrinningsområde (728047-163224) som SMHI kallar för Mynnar i Storavan. Medelhöjden är 464 meter över havet och ytan är 23,19 kvadratkilometer. Det finns inga avrinningsområden uppströms utan avrinningsområdet är högsta punkten. Vattendraget som avvattnar avrinningsområdet har biflödesordning 2, vilket innebär att vattnet flödar genom totalt 2 vattendrag innan det når havet efter 238 kilometer. Avrinningsområdet består mestadels av skog (76 procent) och sankmarker (17 procent). Avrinningsområdet har 0,58 kvadratkilometer vattenytor vilket ger det en sjöprocent på 2,5 procent.